# باشگاه فوتبال اسپورتینگ بنگال یونایتد
باشگاه فوتبال اسپورتینگ بنگال یونایتد (به انگلیسی: Sporting Bengal United) یک باشگاه فوتبال در شهر میل اند، کشور انگلستان است که در سال ۱۹۹۶ میلادی تأسیس شده‌است.